# Communauté de communes du Berry Loire Puisaye
La communauté de communes du Berry Loire Puisaye est une structure intercommunale française, située dans le département du Loiret en région Centre-Val de Loire. Elle a été créée le 1er janvier 2017 et est issue de la fusion de la communauté de communes du canton de Briare et de la communauté de communes du canton de Châtillon-sur-Loire. Elle regroupe 20 communes et environ 19 000 habitants. Les communes concernées partagent un certain nombre de compétences. Son siège se trouve à Briare.

## Histoire
Dans une perspective de renforcement des intercommunalités, la loi du 7 août 2015 portant nouvelle organisation territoriale de la République, dite loi NOTRe , augmente le seuil démographique minimal de 5 000 à 15 000 habitants, sauf exceptions.
Le projet de périmètre est arrêté par arrêté du 22 avril 2016 puis approuvé le 13 octobre 2016. Un nouvel arrêté publié le 29 novembre 2016 précise que les budgets annexes de la Communauté de Communes Berry Loire Puisaye sont les
suivants :
- Service Public d’Assainissement Non Collectif (SPANC)
- Lotissement Zone d’Activités Economiques La Pinade
- Foyer-Logement pour personnes âgées les Myosotis »

## Géographie

### Géographie physique
Située au sud-est du département du Loiret, la communauté de communes Berry Loire Puisaye regroupe 20 communes et présente une superficie de 547,4 km2.

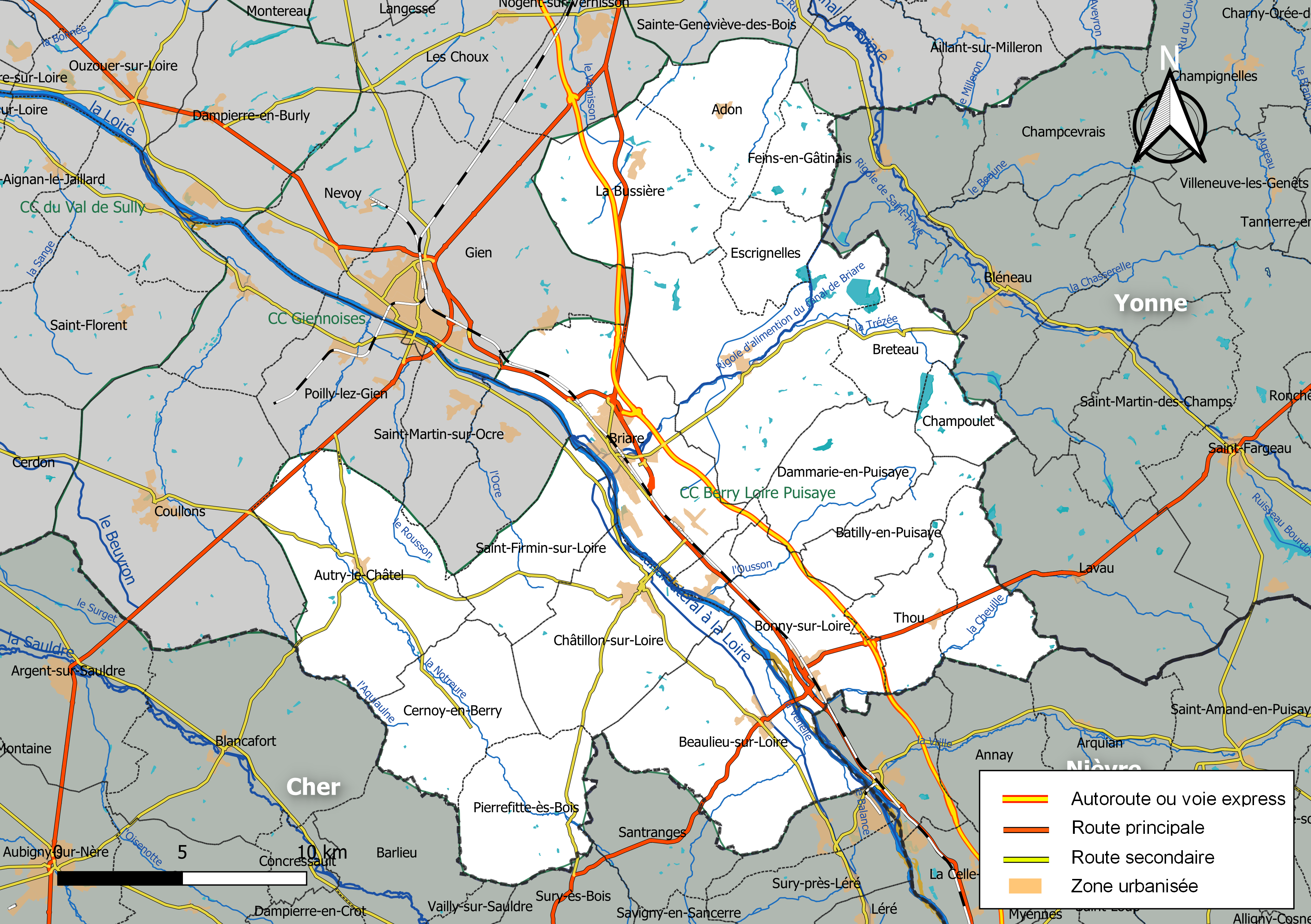
Carte de la communauté de communes Berry Loire Puisaye au 1er janvier 2019.

### Composition
En 2017, le périmètre de la communauté de communes couvre le territoire de 21 communes. La population municipale 2021 est de 17 657 habitants et sa densité de 32 habitants/km2.
La communauté de communes est composée des 20 communes suivantes :

| Nom                    | Code Insee | Gentilé         | Superficie (km2) | Population (dernière pop. légale) | Densité (hab./km2) |
| ---------------------- | ---------- | --------------- | ---------------- | --------------------------------- | ------------------ |
| Briare (siège)         | 45053      | Briarois        | 45,41            | 5 012 (2022)                      | 110                |
| Adon                   | 45001      | Adonnais        | 24,65            | 192 (2022)                        | 7,8                |
| Autry-le-Châtel        | 45016      | Castelautryens  | 50,56            | 858 (2022)                        | 17                 |
| Batilly-en-Puisaye     | 45023      | Batillois       | 17,35            | 106 (2022)                        | 6,1                |
| Beaulieu-sur-Loire     | 45029      | Bellocéens      | 48,83            | 1 750 (2022)                      | 36                 |
| Bonny-sur-Loire        | 45040      | Bonnychons      | 25,8             | 1 851 (2022)                      | 72                 |
| Breteau                | 45052      | Brétauluciens   | 16,45            | 95 (2022)                         | 5,8                |
| La Bussière            | 45060      | Bussérois       | 35,23            | 761 (2022)                        | 22                 |
| Cernoy-en-Berry        | 45064      | Cernoyens       | 28,23            | 427 (2022)                        | 15                 |
| Champoulet             | 45070      | Champoulois     | 9,36             | 52 (2022)                         | 5,6                |
| Châtillon-sur-Loire    | 45087      | Châtillonnais   | 40,67            | 3 152 (2022)                      | 78                 |
| Dammarie-en-Puisaye    | 45120      | Dammariens      | 25,89            | 173 (2022)                        | 6,7                |
| Escrignelles           | 45138      | Escrignellois   | 14,04            | 57 (2022)                         | 4,1                |
| Faverelles             | 45141      | Faverellois     | 18,92            | 175 (2022)                        | 9,2                |
| Feins-en-Gâtinais      | 45143      | Finois          | 11,89            | 30 (2022)                         | 2,5                |
| Ousson-sur-Loire       | 45238      | Oussonnois      | 5,35             | 702 (2022)                        | 131                |
| Ouzouer-sur-Trézée     | 45245      | Oratoriens      | 61,63            | 1 124 (2022)                      | 18                 |
| Pierrefitte-ès-Bois    | 45251      | Pierrefittois   | 27,18            | 286 (2022)                        | 11                 |
| Saint-Firmin-sur-Loire | 45276      | Saint-Firminois | 24,76            | 509 (2022)                        | 21                 |
| Thou                   | 45323      |                 | 15,16            | 213 (2022)                        | 14                 |

## Organisation

### Conseil communautaire
Le nombre et la répartition des sièges au sein de l’organe délibérant de la communauté de communes Berry Loire Puisaye est arrêté selon les modalités prévues aux II et III de l'article L 5211-6-1 du CGCT. Ainsi le conseil communautaire compte 41 sièges répartis en fonction du nombre d'habitants de chaque commune.
| Nombre de conseillers | Communes                  |
| --------------------- | ------------------------- |
| 11                    | Briare                    |
| 6                     | Châtillon-sur-Loire       |
| 4                     | Bonny-sur-Loire           |
| 3                     | Beaulieu-sur-Loire        |
| 2                     | Ouzouer-sur-Trézée        |
| 1                     | Les 15 communes restantes |

## Compétences
La loi Notre prévoit le transfert de nouvelles compétences aux communautés de communes et aux communautés d’agglomération selon un calendrier échelonné..

### Compétences obligatoires
- Promotion du tourisme, dont la création d’offices de tourisme (au sein du groupe de compétence « développement économique ») : 1er janvier 2017
- Collecte et traitement des déchets : 1er janvier 2017
- Entretien et gestion des aires d’accueil des gens du voyage : 1er janvier 2017
- Gestion des milieux aquatiques et protection contre les inondations (GEMAPI) : 1er janvier 2018
- Eau : 1er janvier 2020
- Assainissement : 1er janvier 2020

### Compétences optionnelles et facultatives
La lecture combinée des articles 64 et 68 ajoute :
- les compétences « création et gestion de maisons de service au public » et « eau » sur la liste des compétences optionnelles des communautés de communes à compter respectivement du 1er janvier 2017 et du 1er janvier 2018 pour les communautés de communes existantes.
- la compétence « Création de maisons de service au public » sur la liste des compétences optionnelles des communautés d’agglomération à compter du 1er janvier 2017.

En cas de fusion d’EPCI (cas de la communauté de communes du Pithiverais), le nouvel EPCI exerce l’ensemble des compétences exercées auparavant par les EPCI fusionnés (niveau d’intégration le plus élevé). Toutefois, et jusqu’à une délibération de l’EPCI dans le délai d’1 an s’agissant des compétences optionnelles et dans le délai de 2 ans s’agissant des compétences facultatives, l’EPCI fusionné  n’exerce les compétences optionnelles ou facultatives que sur les anciens périmètres où elles étaient exercées.